# Структурный аналог
Структурный аналог, также химический аналог или просто аналог, — это соединение, имеющее химическую структуру, сходную со структурой другого соединения, но с отличием в определённом компоненте.
Аналог может отличаться одним или несколькими атомами, функциональными группами или субструктурами, которые заменены другими атомами, группами или субструктурами. Можно предположить, что структурный аналог образуется, по крайней мере теоретически, из другого соединения. Структурные аналоги часто изоэлектронны.
Несмотря на высокое химическое сходство, структурные аналоги не обязательно являются функциональными аналогами и могут иметь совершенно другие физические, химические, биохимические или фармакологические свойства.
При открытии лечащих препаратов либо создаётся и тестируется обширная серия структурных аналогов исходного ведущего соединения в рамках исследования взаимосвязи структура-активность, либо проводится скрининг базы данных на наличие структурных аналогов ведущего соединения.
Химические аналоги запрещённых наркотиков разрабатываются и продаются в обход законов. Такие вещества часто называют дизайнерскими наркотиками. Из-за этого в 1986 году в США был принят Федеральный закон об аналогах. Этот законопроект запрещает производство любого химического аналога вещества из Списка I или Списка II, обладающего по существу аналогичными фармакологическими эффектами, с целью потребления человеком.

## Аналог нейротрансмиттера
Аналог нейротрансмиттера является структурным аналогом нейротрансмиттера, обычно лекарственного средства. Вот некоторые примеры:
- Аналог катехоламина
- Аналог серотонина
- Аналог ГАМК